# Betânia (Pernambuco)
Betânia es un municipio brasileño del estado de Pernambuco.
Fue creado el 6 de diciembre de 1928, por la Ley Municipal n. 2, subordinado al municipio de Custódia. El municipio fue instalado el 19 de marzo de 1962.

## Geografía
Se localiza a una latitud 08º16'29" sur y a una longitud 38º02'03" oeste, estando a una altitud de 441 metros. Su población estimada en 2009 era de 12.011 habitantes.
Posee un área de 1.244,7 km².
El municipio es formado por los distritos sede, Sao Caetano del Navío y Remédios.
El municipio está incluido en el área geográfica de cobertura del semiárido brasileño, definida por el Ministerio de la Integración Nacional en 2005. Esta delimitación tiene como criterios el índice pluviométrico, el índice de aridez y el riesgo de sequía.
El municipio se inserta en la unidad geoambiental de la Depresión Sertaneja, característica del semiárido nordestino.
La vegetación está compuesta por Caatinga Hiper xerófila con trechos de Vegetación Caducifolia.
El clima es Tropical Semiárido, con lluvias de verano. El período lluvioso inicia en noviembre y termina en abril. La precipitación media anual es de 431,8 mm.